# سيرجيو بيريز (لاعب كرة قدم مواليد 1988)
سيرجيو بيريز (بالإسبانية: Sergio Pérez Visca)‏ هو لاعب كرة قدم أوروغواياني في مركز الوسط، ولد في 26 مايو 1988 في مونتيفيديو في الأوروغواي. لعب مع سنترال إسبانيول.

## وصلات خارجية
- سيرجيو بيريز (لاعب كرة قدم مواليد 1988) على موقع قاعدة بيانات كرة القدم.إي يو (الإنجليزية)
- سيرجيو بيريز (لاعب كرة قدم مواليد 1988) على موقع Soccerway.com (الإنجليزية)